# Montaut, Haute-Garonne
Montaut är en kommun i departementet Haute-Garonne i regionen Occitanien i södra Frankrike. Kommunen ligger i kantonen Carbonne som tillhör arrondissementet Muret. År 2022 hade Montaut 557 invånare.

## Befolkningsutveckling
Antalet invånare i kommunen Montaut
Referens:INSEE